# آه وطن وطن من
آه وطن وطن من (به هندی: Ae Watan Mere Watan) (به انگلیسی: Oh Country My Country) یک فیلم زندگی‌نامه‌ای درام تاریخی به زبان هندی است که در سال ۲۰۲۴ به نمایش درآمد، موضوع فیلم در ارتباط با مبارزه هند برای آزادی در سال ۱۹۴۲ است که بر اساس زندگی یک دختر جوان شجاع به نام اوشا مهتا شکل گرفته است، او یک ایستگاه رادیویی زیرزمینی را راه اندازی می‌کند تا پیام اتحاد و همبستگی را به گوش همه برساند که شروع به تعقیب و گریز دلهره‌آور با مأموران بریتانیا در جریان جنبش ترک هند می‌گردد. نویسندگی و کارگردانی فیلم را کانان آیر انجام داد و تهیه کنندگی آن را کاران جوهر بر عهده داشت، بازیگر اصلی سارا علی‌خان در نقش مهتا است. این فیلم برای اولین بار در روز ۲۱ مارس ۲۰۲۴ از طریق آمازون پرایم ویدئو پخش شد.

## تولید
فیلمبرداری اصلی در ماه اکتبر ۲۰۲۲ آغاز شد طبق برنامه‌ریزی اولیه قرار بود که در دسامبر خاتمه پیدا کند که بعد این تاریخ به آوریل ۲۰۲۳ انتقال پیدا کرد و سرانجام در مه ۲۰۲۳ این امر به پایان رسید.

## حاشیه صوتی
موسیقی فیلم توسط مُکُند سوریاوانشی، آکاشدیپ سنگوپتا و شاشی سومان ساخته شد در حالی که اشعار توسط سوریاوانشی، راوی‌گیری، روهان دیشموک، داراب فاروقی و پراشانت اینگول نوشته شد.
| فهرست آهنگ | فهرست آهنگ                                    | فهرست آهنگ                              | فهرست آهنگ      | فهرست آهنگ                 | فهرست آهنگ |
| شماره      | نام                                           | سراینده                                 | آهنگساز         | خواننده(ها)                | مدت        |
| ---------- | --------------------------------------------- | --------------------------------------- | --------------- | -------------------------- | ---------- |
| ۱.         | «قطره قطره»                                   | مُکُند سوریاوانشی، راوی‌گیری، روهان دیشموک | مُکُند سوریاوانشی | سوک‌ویندر سینگ              | ۵:۱۱       |
| ۲.         | «آه وطن وطن من - عنوان آهنگ»                  | داراب فاروقی                            | آکاشدیپ سنگوپتا | رومی                       | ۴:۵۳       |
| ۳.         | «جولیا»                                       | پراشانت اینگول                          | شاشی سومن       | دیویا کومار، شاشی          | ۳:۲۱       |
| ۴.         | «دعا برای آزادی»                              | داراب فاروقی                            | شاشی سومن       | جاوید علی، ساروپ خان، شاشی | ۶:۱۷       |
| ۵.         | «آه وطن وطن من - عنوان آهنگ» (Female Version) | داراب فاروقی                            | آکاشدیپ سنگوپتا | نتی موهان                  | ۴:۱۰       |
| مجموع مدت: | مجموع مدت:                                    | مجموع مدت:                              | مجموع مدت:      | مجموع مدت:                 | ۲۳:۵۲      |

## استقبال از فیلم
واکنش انتقادی
یک منتقد از بالیوود هانگاما، از مجموع ۵ ستاره به این فیلم ۳ ستاره امتیاز داد و عنوان کرد «به خاطر اینکه این فیلم یک فصل از تاریخ ناگفته هند را ارائه می دهد ارزش تماشا کردن دارد.»